# 卡芒贝尔
卡芒贝尔（法語：Camembert，法語發音：[kamɑ̃bɛʁ] ⓘ）是法国奥恩省的一个市镇，属于莫尔塔涅欧佩什区。该地以出产同名奶酪闻名。

## 地理
卡芒贝尔（48°53'35"N, 0°10'39"E）面积10.3 平方千米，位于法国诺曼底大区奧恩省，该省份为法国西北部内陆省份，北起顺时针与卡爾瓦多斯省、厄尔省、厄尔-卢瓦省、萨尔特省、马耶讷省和芒什省接壤。
与卡芒贝尔接壤的市镇（或旧市镇、城区）包括：维穆捷、莱尚波、尚波苏、库德阿尔、克鲁特、弗雷奈勒桑松、盖尔克萨勒。
卡芒贝尔的时区为UTC+01:00、UTC+02:00（夏令时）。

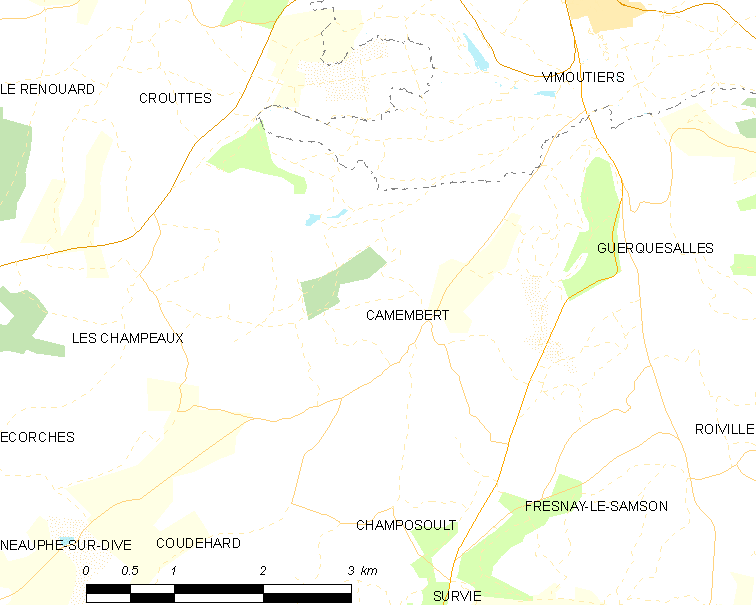
卡芒贝尔的OSM定位图

## 行政
卡芒贝尔的邮政编码为61120，INSEE市镇编码为61071。

## 政治
卡芒贝尔所属的省级选区为维穆捷县。

## 人口

1962-2008年间卡芒贝尔人口变化图示

卡芒贝尔于2022年1月1日时的人口数量为169人。